# Messagerie texte
La messagerie texte, ou texto, est l'acte de composer et d'envoyer des messages électroniques, généralement composés de caractères alphabétiques et numériques, entre deux ou plusieurs utilisateurs de dispositifs mobiles, d'ordinateurs de bureau/portables ou d'autres types d'ordinateurs compatibles. Les messages textuels peuvent être envoyés sur un réseau cellulaire, ou peuvent également être envoyés via une connexion Internet.

## Aperçu
Le terme désignait à l'origine les messages envoyés par le Short Message Service (SMS). Il s'est développé au-delà du texte alphanumérique pour inclure des messages multimédia utilisant le Multimedia Messaging Service (MMS) contenant des images numériques, des vidéos et du contenu sonore, ainsi que des idéogrammes connus sous le nom d'emoji (smileys, visages tristes et autres icônes), et des applications de messagerie instantanée (le terme est généralement utilisé lorsqu'il s'agit d'appareils mobiles).
Les messages textuels sont utilisés à des fins personnelles, familiales, professionnelles et sociales. Les organisations gouvernementales et non gouvernementales utilisent la messagerie textuelle pour communiquer entre collègues. Dans les années 2010, l'envoi de courts messages informels est devenu un élément accepté de nombreuses cultures, comme cela s'est produit plus tôt avec l'envoi de courriels. Cela fait des textos un moyen rapide et facile de communiquer avec des amis, de la famille et des collègues, y compris dans des contextes où un appel serait impoli ou inapproprié (par exemple, un appel très tard le soir ou lorsque l'on sait que l'autre personne est occupée par des activités familiales ou professionnelles). À l'instar du courrier électronique et de la messagerie vocale, et contrairement aux appels (dans lesquels l'appelant espère parler directement avec le destinataire), les textos n'exigent pas que l'appelant et le destinataire soient tous deux libres au même moment ; cela permet de communiquer même entre personnes occupées. Les messages textuels peuvent également être utilisés pour interagir avec des systèmes automatisés, par exemple pour commander des produits ou des services sur des sites de commerce électronique, ou pour participer à des concours en ligne. Les annonceurs et les fournisseurs de services utilisent le marketing direct par SMS pour envoyer des messages aux utilisateurs de téléphones mobiles concernant des promotions, des échéances de paiement et d'autres notifications au lieu d'utiliser le courrier postal, l'e-mail ou la messagerie vocale. 